# 綿貫豊
綿貫 豊（わたぬき ゆたか、1959年 - ）は、日本の動物学者、北海道大学教授。 長野県長野市生まれ。

## 経歴
- 1977年 長野県長野高等学校卒業[1]
- 1981年 北海道大学農学部農業生物学科卒業
- 1987年 北海道大学大学院農学研究科博士課程修了、「カモメ属における食性の種間、個体群間および個体群内変異と繁殖」で農学博士、国立極地研究所助手
- 1993年 北海道大学農学部助手
- 1995年 第37次南極地域観測隊夏隊隊員
- 1997年 北海道大学大学院農学研究科助教授
- 1999年 第41次南極地域観測隊夏隊隊員
- 2003年 北海道大学大学院水産科学研究科助教授
- 2007年 北海道大学大学院水産科学研究院准教授
- 2009年 太平洋海鳥グループ特別功労賞、日本生態学会大島賞受賞
- 2014年 北海道大学大学院水産科学研究院教授

## 著書
- 『海鳥の行動と生態 その海洋生活への適応』生物研究社 2010
- 『ペンギンはなぜ飛ばないのか? 海を選んだ鳥たちの姿』恒星社厚生閣 2013 もっと知りたい!海の生きものシリーズ ISBN 978-4-7699-1464-8

### 共著
- 『新・自然史科学』沢田健,西弘嗣,栃内新,馬渡峻輔共編著 北海道大学出版会 2008